# Усагре
Усагре (ісп. Usagre) — муніципалітет в Іспанії, у складі автономної спільноти Естремадура, у провінції Бадахос. Населення — 1963 особи (2010).
Муніципалітет розташований на відстані близько 310 км на південний захід від Мадрида, 90 км на південний схід від Бадахоса.
На території муніципалітету розташовані такі населені пункти: (дані про населення за 2010 рік)
- Усагре: 1952 особи
- Ель-Рапосо: 11 осіб

## Демографія
Динаміка населення (INE ):